# Otoineppu
Otoineppu (jap. 音威子府村 Otoineppu-mura) – wieś w Japonii, w prefekturze Hokkaido, w podprefekturze Kamikawa. Według danych na rok 2020 miejscowość zamieszkiwało 706 mieszkańców , a gęstość zaludnienia wyniosła 2,6 os./km².